# Tomáš II. Zaremba
Tomáš II. neboli Tomáš Zaremba (kolem 1230 – 15. března 1292) byl šestnáctý vratislavský biskup (1270–1292).

## Život

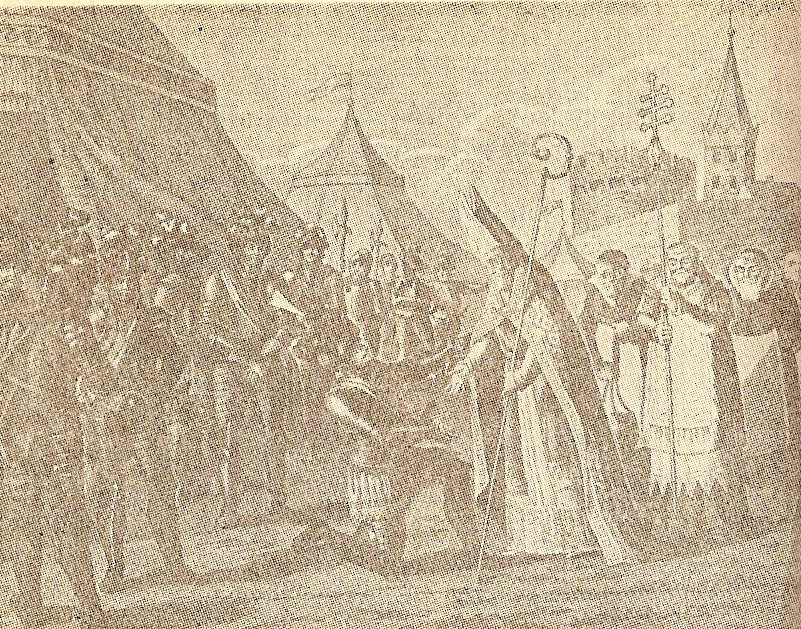
Jednání Jindřicha Proba s biskupem Tomášem II. před Ratiboří

Tomáš Zaremba byl synem Bohuslava, kastelána na hradě Ryczyně; jeho matka byla sestrou vratislavského biskupa Tomáše I. Od roku 1250 byl Tomáš Zaremba kanovníkem vratislavské katedrální kapituly a patřil ke spolupracovníkům svého strýce. Roku 1264 byl vybrán za arcijáhna opolského a od roku 1268 byl katedrálním kustodem. Roku 1270, po nečekané smrti administrátora diecéze knížete Vladislava, jej katedrální kapitula zvolila biskupem.
Jeho vláda je spojena s vrcholnou fází sporu o osvobození církve od vlivu knížat, započatého již jeho předchůdci na biskupském stolci biskupy Vavřincem a Tomášem I. Hlavním protivníkem Tomáše II. v tomto konfliktu byl vratislavský kníže Jindřich IV. Probus (1270–1290). Při převzetí vlády roku mladý kníže slíbil neškodit majetku biskupství a nezadržovat desátky, jak se dělo za regentství jeho strýce knížete Vladislava, který své pravomoci administrátora diecéze využíval k financování své regentské vlády z prostředků biskupství. Brzy však znovu nastaly spory o vybírání desátků a zvláštní papežské daně, tzv. svatopetrského haléře, ve kterých stály na jedné straně zájmy německých osadníků podporovaných Jindřichem i ostatními (dolno-)slezskými knížaty, jakož i etnicky většinou německými církevními řády (zejména minority), na druhé straně biskup a většinou polsky mluvící světské duchovenstvo, podporované ostatními polskými biskupy a knížaty i papežským stolcem. Prvním vážným konfliktem byl spor o zvláštní daň, kterou biskup Tomáš hodlal financovat svou účast na II. lyonském koncilu (1274). Kníže Jindřich se proti tomu postavil a spor byl urovnán teprve roku 1276. Trvaly rovněž spory o církevní imunity, zejména o soudní pravomoc biskupa a kapituly na jejich statcích.
Skutečně zásadní spor se však rozhořel počátkem 80. let 13. století, kdy Jindřich vznesl knížecí nároky na území v jižní panství biskupského otmuchovského panství. Nejméně od počátku století totiž vratislavští biskupové prováděli kolonizaci dříve neobydlené oblasti pohraničního lesa, tzv. "preseky", na jih od Otmuchova a Nisy, a založené vesnice považovali za součást svého majetku. Pohraniční les byl však původně výlučnou doménou knížete. Jindřich IV. vyvolal spor tím, že začal na dotčeném území sám vybírat desátky. On i biskup se v lednu 1282 obrátili k vyřešení sporu na papežského legáta Filipa z Ferma. Ten však ve svém rozsudku z 10. srpna 1282 nejen dal zcela za pravdu Tomášovi II., ale navíc odsoudil knížete ke zcela neúměrně vysoké pokutě 5000 hřiven zlata. Když dal biskup Tomáš po váhání rozsudek na jaře roku 1284 zveřejnil, vyhlásil kníže jednoznačně své nároky na 65 vsí založených vratislavskými biskupy na knížecí půdě.
Biskup byl nucen uprchnout z Vratislavi do své rezidence v Otmuchově a pro neplnění podmínek arbitráže knížete exkomunikoval. Kníže však mezitím vojensky obsadil většinu vsí na biskupském panství a začal v červenci 1284 ohrožovat samotný hrad Otmuchov a město Nisu, jakož i hrad Edelštejn, který biskup teprve nedávno získal a jehož držbu mu Jindřich IV. ještě v září roku 1281 potvrdil. V dubnu následujícího roku (1285) pak všechna tato místa dobyl a biskup byl nucen se uchýlit do Ratiboři ke knížeti Přemyslovi Ratibořskému. Rozšířil exkomunikaci knížete Jindřicha a vyhlásil interdikt nad všemi oblastmi v jeho držení, avšak apely o pomoc směrované hnězdenskému arcibiskupovi, papeži i českému králi Václavu II. zůstaly bez účinné odezvy. V letech 1285-1287 probíhala v Řezně jednání smírčí komise; když však i ta vyzněla v neprospěch knížete Jindřicha, zahájil tento novou ofenzívu a oblehl a poničil město Ratiboř. Tomáš II. byl nucen žádat Jindřicha o smír, ke kterému skutečně došlo a v březnu 1288 se mohl vrátit do Vratislavi. V hlavním sporném bodu týkajícím se nově kolonizovaných území okolo Otmuchova a Nisy byl biskup nucen uznat, že po právu náležejí knížeti, za což je dostal od knížete darem v léno. Na památku smíru založil kníže ve Vratislavi bohatě vybavenou kolegiátní kapitulu sv. Kříže a sv. Bartoloměje; biskup Tomáš naopak založil na paměť svého vyhnanství skromnější kapitulu u hradní kaple v Ratiboři zasvěcenou symbolicky svatému Tomáši z Canterbury, biskupovi umučenému svým světským pánem.
O dva roky později celoživotní konflikt obou osobností skončil překvapivě: kníže Jindřich Probus 23. června 1290 bezprostředně před smrtí sepsal dvě závěti, z nichž jedna se stala "velkým privilegiem" vratislavské církve. V ní přenechává "kostelu sv. Jana ve Vratislavi", tj. biskupství, veškerá knížecí práva nad zemí niskou a otmuchovskou, včetně soudní pravomoci a práva razit minci, a osvobodil je od všech povinností podle německého i polského práva; ponechl si ale práva v oblasti náboru vojska a stavění opevnění, jakož i udělování trhů, vybírání cel a horní regál. Biskup Tomáš dal nečekané privilegium neprodleně potvrdit papeži. Přestože listina přísně vzato ještě nestavěla biskupa na roveň knížat a přestože ji ostatní slezská knížata ještě řadu let napadala, podařilo se Tomáši II. a jeho nástupcům na jejím základě postupně získat plnou svrchovanost nad Nisským knížectvím.
I přes uvedené dlouhodobé starosti se biskup Tomáš II. energicky věnoval správě diecéze i církevního majetku. Za svého pontifikátu svolal dvakrát diecézní synod (v letech 1279 a 1290). V letech 1288-1290 nechal sestavit seznam biskupského majetku, tzv. "Antiquum registrum", a pro účely jeho správy nechal přeložit do latiny saské zemské právo.
Po své smrti (15. března 1292) byl biskup Tomáš II. pohřben ve vratislavské katedrále ve dvojité hrobce se svým strýcem, biskupem Tomášem I.